# Lars Gerner
Lars Gerner (8 mei 1960) is een voormalig voetbalscheidsrechter uit Denemarken. Hij leidde wedstrijden in de hoogste afdeling van de Deense voetbalcompetitie, de Superligaen, van 1992 tot 2000. Gerner maakte zijn debuut op 26 april 1992 in de competitiewedstrijd Næstved IF – Silkeborg IF (3-0).  

## Statistieken
| Seizoen   | Competitie  | Duels | Kaarten    | Kaarten                                    | Kaarten     | Pen. |
| Seizoen   | Competitie  | Duels | Kreeg geel | Kreeg voor de tweede keer geel en dus rood | Weggestuurd | Pen. |
| --------- | ----------- | ----- | ---------- | ------------------------------------------ | ----------- | ---- |
| 1991–1992 | Superligaen | 3     | 8          | 1                                          | 0           | 0    |
| 1992–1993 | Superligaen | 13    | 31         | 2                                          | 0           | 3    |
| 1993–1994 | Superligaen | 18    | 46         | 3                                          | 1           | 1    |
| 1994–1995 | Superligaen | 13    | 40         | 0                                          | 0           | 3    |
| 1995–1996 | Superligaen | 17    | 56         | 2                                          | 2           | 3    |
| 1996–1997 | Superligaen | 18    | 50         | 2                                          | 1           | 3    |
| 1997–1998 | Superligaen | 17    | 43         | 3                                          | 2           | 3    |
| 1998–1999 | Superligaen | 14    | 39         | 3                                          | 1           | 1    |
| 1999–2000 | Superligaen | 9     | 30         | 1                                          | 1           | 0    |
| Totaal    | Totaal      | 112   | 343        | 17                                         | 8           | 17   |

## Interlands
| Datum      | Plaats             | Wedstrijd           | Uitslag | Competitie        | Kreeg geel | Kreeg voor de tweede keer geel en dus rood | Weggestuurd |
| ---------- | ------------------ | ------------------- | ------- | ----------------- | ---------- | ------------------------------------------ | ----------- |
| 11.08.1993 | Toftir, Faeröer    | Faeröer – Noorwegen | 0 – 7   | Vriendschappelijk | 2          | 0                                          | 0           |
| 19.05.1994 | Reykjavík, IJsland | IJsland – Bolivia   | 1 – 0   | Vriendschappelijk | 0          | 0                                          | 0           |